# Schallbecher

## Holzblasinstrumente

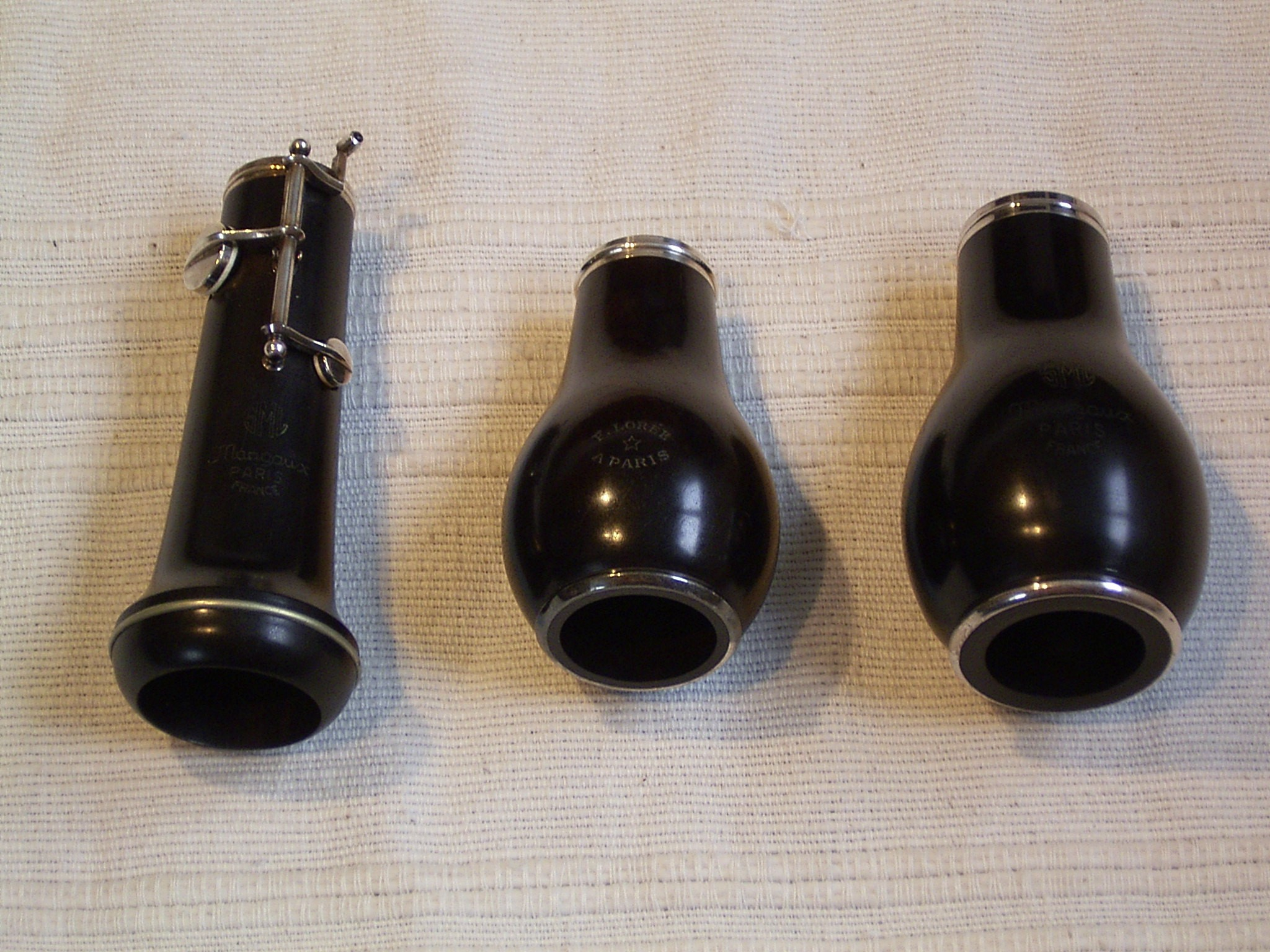
Schallbecher einer Oboe, Oboe d’amore sowie eines Englischhorns

Als Schallbecher, auch Schallstück und Schalltrichter, bezeichnet man das Ende der Röhre eines Holzblasinstrumentes. Es ist meistens zylindrisch (so bei der modernen Querflöte) oder konisch (bei der Oboe oder Klarinette). Der Schallbecher hat einen wesentlichen Einfluss auf die Klangfarbe eines Instrumentes. So klingt die Oboe mit konischem Schallbecher offen und hell, die Oboe d’amore mit birnenförmigen Liebesfuß gedeckter und stärker näselnd. Ein sehr weiter, konischer Schallbecher dient bei einigen Instrumenten primär der Klangformung (Schalmei, Zurna), bei anderen Instrumenten primär dekorativen Zwecken (Borduntrichter an der Marktsackpfeife).

## Blechblasinstrumente

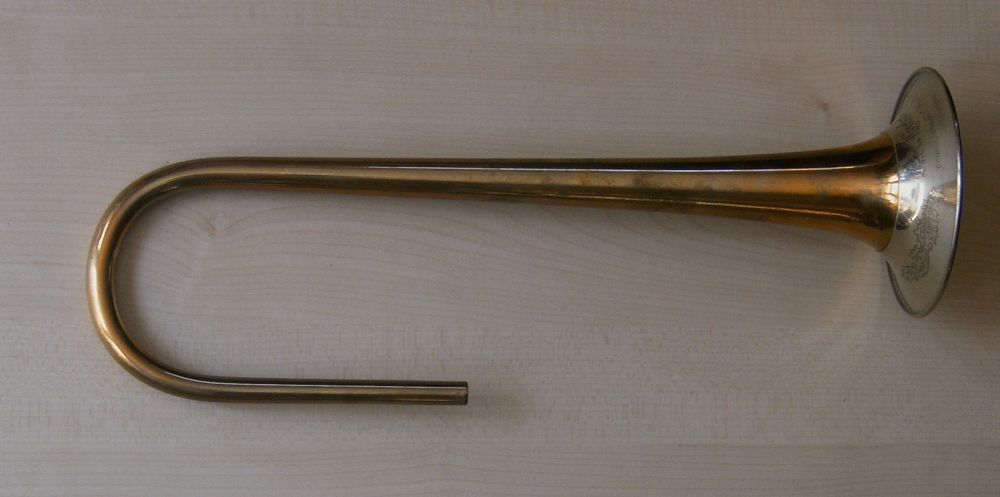
Schallstück einer Konzert-Trompete

Bei Blechblasinstrumenten entspricht der Schallbecher (Schalltrichter) dem letzten sich stark trichterförmig erweiternden Ende des Schallstückes. Der Öffnungswinkel des Schallbechers hat Einfluss auf den Obertongehalt des Klanges bei dem jeweiligen Instrument. Grundlegend kann gesagt werden: 
- Je größer der Öffnungswinkel, umso „strahlender“ der Klang (beispielsweise bei der Trompete).
- Je kleiner der Öffnungswinkel, umso „weicher“ der Klang (beispielsweise bei dem Flügelhorn).

Die Länge des eigentlichen Schallstückes ist fertigungstechnisch bedingt, anschließende Teile werden bei größeren Instrumenten oft als Anstoß oder Bügel bezeichnet oder sind direkt als Stimmzug ausgeführt. 
Grundlegenden Einfluss auf den exakten Intervallabstand innerhalb der Naturtonreihe hat auch die Mensur des Schallstückes, abhängig von seiner prozentualen Länge im gesamten Instrument:
- Bei einer normalen B-Trompete sind das etwa 50 % (60 cm).
- Bei einer B-Posaune sind das etwa 20 % (50 cm).
- Bei einer B-Tuba sind das etwa 13 % (70 cm).

Das Schallstück bei dem Waldhorn ist mitunter abschraubbar ausgeführt. Das dient der leichteren Transportierbarkeit, da das Instrument somit kompakter verpackt werden kann. Vor allem bei Hörnern wird der Schallbecher auch Stürze genannt.